# Paradela (Mogadouro)
Paradela es una freguesia portuguesa del municipio de Mogadouro, con 20,45 km² de superficie y 173 habitantes (2001). Su densidad de población es de 8,5 hab/km².